# Anoblepsis konokeraia
Anoblepsis konokeraia is een insect dat behoort tot de orde vliesvleugeligen (Hymenoptera) en de familie van de schildwespen (Braconidae). De wetenschappelijke naam van de soort werd voor het eerst geldig gepubliceerd door Engel & Bennett in 2008.